# دیوید آمو
دیوید آمو (انگلیسی: David Amoo؛ زادهٔ ۱۳ آوریل ۱۹۹۱) بازیکن فوتبال اهل بریتانیا است.
از باشگاه‌هایی که در آن بازی کرده‌است می‌توان به باشگاه فوتبال بری، باشگاه فوتبال ترانمره راورز، باشگاه فوتبال لیورپول، باشگاه فوتبال میلتون کینز دونز، باشگاه فوتبال هال سیتی، باشگاه فوتبال پرستون نورث اند، و باشگاه فوتبال کارلایل یونایتد اشاره کرد.